# Hoàng Đế Của Bách Bệnh
Hoàng Đế Của Bách Bệnh: Lịch sử Ung Thư (tựa tiếng Anh: The Emperor of All Maladies: A Biography of Cancer) là một quyển sách viết bởi Siddhartha Mukherjee, một bác sĩ ung thư người Mỹ gốc Ấn. Xuất bản ngày 16 tháng 11 năm 2010 bởi Scribner, quyển sách đoạt giải Pulitzer cho tác phẩm phi hư cấu nói chung năm 2011 và được ban giám khảo ca ngợi là "một cuộc điều tra đẹp đẽ, vừa hiệu quả vừa cá nhân". Quyển sách cũng nhận được sự yêu thích nồng nhiệt với tờ The Guardian nói rằng "Mukherjee không chỉ truyền tải một bức tranh chính xác những gì anh ta thấy, mà còn cả nỗi rùng minh anh ta cảm nhận được". Quyển sách nằm trong danh sách 100 cuốn sách ảnh hưởng nhất trong thập niên 2000 của tạp chí TIME, và được chọn bởi tờ The New York Times là một trong số 100 tác phẩm phi hư cấu xuất sắc nhất.

## Nội dung
Cuốn sách hòa quyện kinh nghiệm của Mukherjee với tư cách là một thực tập viên huyết học/ung thư học tại Bệnh viện Đa khoa Massachusetts cùng với lịch sử của việc điều trị và nghiên cứu bệnh ung thư. Mukherjee kể lại lịch sử của ung thư từ lần phát hiện đầu tiên 4.600 năm trước bởi bác sĩ Ai Cập Imhotep. Ở Hy Lạp cổ đại, Hippocrates coi bệnh là sự mất cân bằng giữa bốn dịch cơ thể (thể dịch): máu, mật đen, mật vàng và niêm dịch. Galen cho rằng ung thư xuất phát từ sự mất cân bằng mật đen. Năm 440 TCN, sử gia Hy Lạp Herodotus ghi nhận ca cắt bỏ khối u ung thư vú đầu tiên cho Atossa, nữ hoàng Ba Tư và là con gái của Cyrus Đại đế, thực hiện bởi một nô lệ Hy Lạp tên Democedes. Lý thuyết của Galen sau này bị nghi vấn bởi Andreas Vaselius và Matthew Baillie khi họ phẫu thuật cơ thể người mà không tìm thấy mật đen.
Đến thế kỷ 19, bác sĩ phẫu thuật đề ra nhiều phương pháp để loại bỏ khối u, trong đó có William Halsted với phương pháp giải phẫu vú tận gốc và Emil Grubbe sử dụng  tia X để điều trị ung thư. Rudolph Virchow lần đầu tiên quan sát bệnh máu trắng, và Franz Ernst Christian Neumann thu hẹp nguyên nhân của nó đến tủy xương.
Vào thế kỷ 20, ung thư trở thành nguyên nhân gây tử vong thứ hai tại Mỹ, chỉ sau bệnh tim mạch. Sidney Farber điều trị bệnh máu trắng ở trẻ em sử dụng thuốc kháng folate phát triển bởi Yellapragada Subbarow. Louis Goodman và Alfred Gilman sử dụng mù tạt nitơ để chữa trị lymphoma. Viện Ung thư Quốc gia (NCI) giới thiệu các thử nghiệm lâm sàng để kiểm tra sự hiệu quả của hóa trị. Với khả năng có thuốc chữa, Farber cố gắng gây quỹ qua các thông qua The Jimmy Fund và Mary Lasker. Lấy cảm hứng từ cuộc chạy đua vào không gian, Farber và Lasker kêu gọi mọi người và Tổng thống Nixon để bắt đầu "Cuộc chiến ung thư", dẫn đến Dự luật Ung thư Quốc gia năm 1971 và nguồn trợ cấp cao hơn cho NCI.
Ngoài quá trình điều trị và nghiên cứu, cuốn sách cũng xem xét những khía cạch hỗ trợ khác, như nguồn gốc của nhà an dưỡng cuối đời, chăm sốc giảm nhẹ và tầm soát ung thư.
Theo Mukherjee, quyển sách là lời phản hồi cho yêu cầu của một bệnh nhân: "Tôi sẵn sàng chiến đấu, nhưng tôi cần phải biết tôi đang chiến đấu cái gì". Mukherjee nói rằng anh lấy cảm hứng từ những quyển sách khác, bao gồm And the Band Played On của Randy Shilts, viết về dịch bệnh HIV/AIDS, và The Making of the Atomic Bomb của Richard Rhodes, nhưng khoảnh khắc quan trọng nhất đối với anh là "khi anh nhận ra quyển sách của anh là một tiểu sử".

## Giải thưởng và tôn vinh
- 2011: Giải Putlizer cho tác phẩm phi hư cấu nói chung, thắng
- 2011: Guardian First Book Award, thắng
- 2010: Sách hay nhất năm The New York Times
- 2010: Sách nổi bật của năm The New York Times
- 2010: Sách bán chạy nhất The New York Times
- 2010: Sách hay nhất năm của tạp chí TIME
- 2010: National Book Critics Circle Award, ứng cử viên
- 2010: Giải thưởng sách Los Angeles Times, ứng cử viên

## Bản dịch
- 2011: tiếng Ý. L' imperatore del male. Una biografia del cancro, Neri Pozza (ISBN 978-88-545-0331-1).
- 2011: tiếng Hàn. 암: 만병의 황제의 역사, 이한음 (ISBN 978-89-7291-506-5).
- 2012: tiếng Thổ Nhĩ Kỳ. Tüm Hastalıkların Şahı, Zeynep Arık Tozar (ISBN 978-6056260483).
- 2012: tiếng Đức. Der König aller KrankheitenBarbara Schaden (ISBN 978-3832196448).
- 2012: tiếng Litva. Visų ligų karalius: vėžio biografija, leidykla "Versus aureus" (ISBN 978-9955-34-352-3).
- 2012: tiếng Bồ Đào Nha. O Imperador de Todos os Males. Uma biografia do cancro, Bertrand Editora (ISBN 9789722523943)
- 2012: tiếng Tây Ban Nha. "El emperador de todos los males: Una biografia del Cancer" editorial Taurus (ISBN 6071112362)
- 2013: tiếng Pháp. L'empereur de toutes les maladies. Une biographie du cancer, Éditions Flammarion (ISBN 978-2081285446).
- 2013: tiếng Hà Lan. De keizer aller ziektes, een biografie van kanker, de Bezige Bij (ISBN 978-9023472896).
- 2013: tiếng Nha. Царь всех болезней. Биография рака, АСТ, ISBN 978-5-17-077569-9.
- 2013: tiếng Ukraine. Імператор усіх хвороб: біографія раку, Київ, видавництво Жупанського (ISBN 978-966-2355-36-9).
- 2013: tiếng Ba Lan. Cesarz wszech chorób: Biografia raka, Wydawnictwo Czarne (ISBN 978-83-7536-544-3)
- 2013: tiếng Bulgaria. Императорът на всички болести: Биография на рака, Изток - Запад (ISBN 978-619-152-315-3)
- 2013: tiếng Hungary. Betegségek betegsége: mindent a rákról, Libri (ISBN 978-963-310-087-5)
- 2014: tiếng Thụy Điển. Lidandets konung: Historien om cancer, Albert Bonniers Förlag (ISBN 9789100132699).
- 2014: tiếng Thái. จักรพรรดิแห่งโรคร้าย ชีวประวัติโรคมะเร็ง: The Emperor of All Maladies: A Biography of Cancer, สุนันทา วรรณสินธ์ เบล แปล, สำนักพิมพ์มติชน (ISBN 978-974-02-1085-6).
- 2015: tiếng Ba Tư. "سرطان امپراطور بیماری‌ها", The House of Biology (ISBN 978-600-6926-36-0).
- 2015: tiếng Iceland. "Meistari allra meina: Ævisaga krabbameins", Forlagið (ISBN 978-9979-53-617-8).
- 2015: tiếng Séc. "Vládkyně všech nemocí", Masarykova univerzita (ISBN 978-80-210-7761-4).
- 2017: tiếng Ba Tư. «پادشاه همۀ امراض», Salekan (ISBN 978-964-5537-02-7).
- 2018: tiếng Việt. Hoàng đế của bách bệnh: Lịch sử ung thư. Omega plus và NXB Dân Trí (ISBN 978-604-886-3357)